# 보덴 (독일)

보덴의 문장

보덴(독일어: Boden)은 독일 라인란트팔츠주에 위치한 도시로 면적은 2.30km2, 높이는 265m, 인구는 574명(2010년 12월 31일 기준), 인구 밀도는 240명/km2이다. 행정 구역상으로는 베스테르발트 군에 속한다.